# Matías David Rodríguez
Matías David Rodríguez (Resistencia, 14 de diciembre de 1981-Ushuaia, 18 de octubre de 2023) fue un político argentino de la provincia de Tierra del Fuego.
Residente de Ushuaia, comenzó su carrera en el sector privado, siendo titular de distintos comercios en la ciudad. Fue integrante de la Cámara Argentina de Comercio, de la Asociación de Jóvenes Empresarios de Ushuaia, y de la Federación Argentina de Jóvenes Empresarios.
Su carrera política nacional comenzó en el 2015, cuando es electo como diputado nacional por Tierra del Fuego AIAS, integrando el bloque del Frente Para la Victoria-PJ. Fue promotor de espacios políticos como la Juventud Kirchnerista, Compromiso K. En 2007 fue responsable de la fundación de La Cámpora en Tierra del Fuego, junto a otros.
Fue senador electo por el Frente de Todos durante el periodo 2019-2023, que fue liderado por Alberto Fernández y Cristina Fernández de Kirchner.

## Biografía
En 2002, integró la mesa promotora «Kirchner Presidente» en la provincia para las elecciones de 2003, al mismo tiempo empezaba su ferviente militancia en los inicios de la agrupación juvenil kirchnerista La Campora.
Comenzó su carrera oficialmente como Delegado del Comité Federal de Radiodifusión (COMFER) en 2009 luego Delegado de Autoridad Federal de Servicios de Comunicación Audiovisual (AFSCA) en el período 2009-2012 y . Fue director de la Administración Nacional de la Seguridad Social ANSeS de Ushuaia, cargo que ocupó entre 2012 y 2015.
Se encontraba casado con Laura Beatriz Ávila y tenía dos hijos.

### Congreso nacional

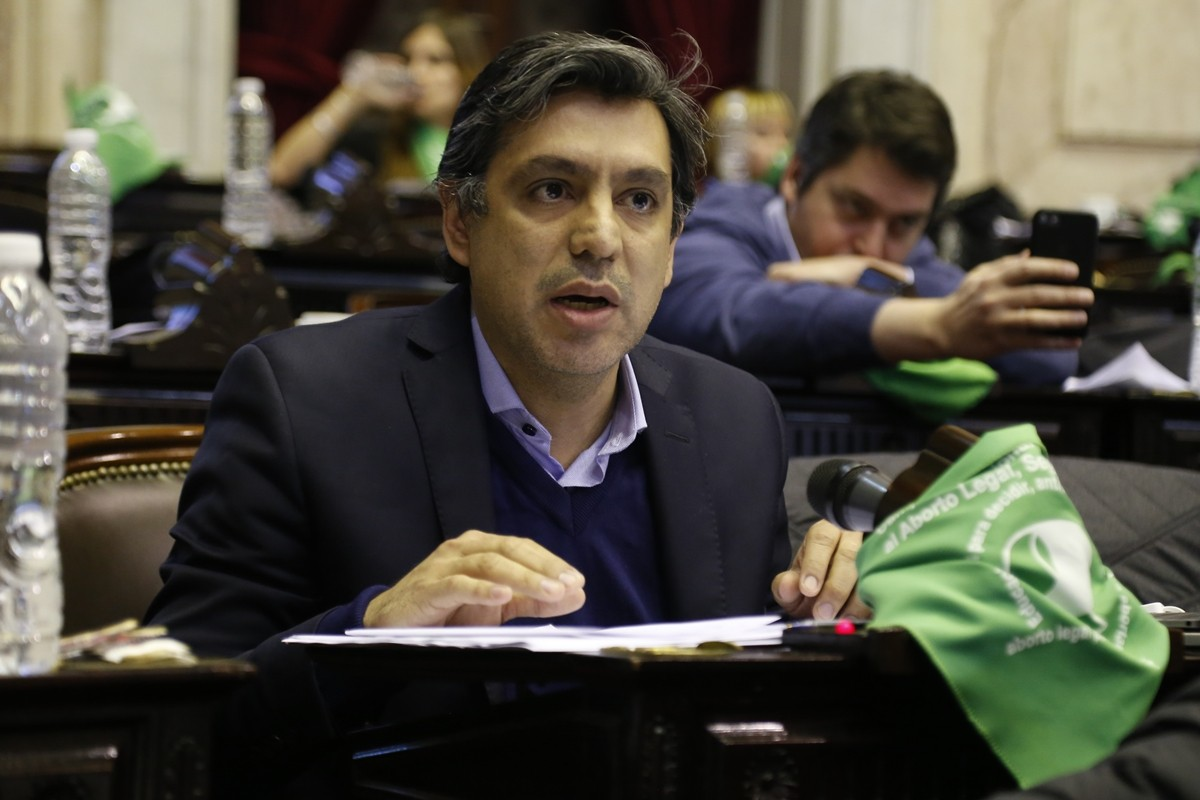
Rodríguez, como diputado en 2018.

Simpatizante del kirchnerismo tempranamente, ocupó inicialmente su banca como diputado nacional entre 2015 y 2019 cumpliendo su mandato apoyando las políticas y propuestas del bloque. 
Se concentró en promover y defender los intereses de su provincia, trabajó en iniciativas que buscaban mejorar la infraestructura; la economía y las condiciones sociales de Tierra del Fuego. 
Impulsó políticas para fortalecer la industria fueguina, especialmente en el sector tecnológico y de fabricación, clave para la economía de la provincia. Presentó y apoyó proyectos que buscaban mejorar el bienestar social y económico de los residentes, incluyendo mejoras en educación; salud y empleo. Abogó por medidas para proteger el medio ambiente y los recursos naturales de la región. Participó activamente en comisiones y debates parlamentarios, presentando varios proyectos de ley y colaborando en la formulación de políticas nacionales que impactaban tanto en su provincia como en el país en general.
En un contexto donde las políticas impulsadas por Mauricio Macri estaban comenzando a afectar a los trabajadores de Tierra del Fuego y de Argentina, mantuvo una relación de cooperación con el gobierno provincial y otros actores políticos y sociales de Tierra del Fuego, buscando sinergias que beneficiaran a su comunidad. 
Posteriormente ingresó como titular de la lista del Frente de Todos al senado nacional, junto con María Eugenia Duré. periodo 2019-2025.
Sus proyectos de ley generalmente tocaban temas relativos a su provincia, como la Cuestión de las islas Malvinas, cuya soberanía la Argentina reclama como parte de la provincia a la que representó. 
Votó a favor de la legalización del aborto, tanto como diputado en 2018 como siendo senador en 2020, siendo en ambos casos un activo participante y aliado del feminismo. Fomentó los debates sobre el tema  y ayudó a que las mujeres de su provincia pudiesen tener acceso a los mismos y ser escuchadas en el Congreso de la Nación. 

### Fallecimiento y hallazgo del cuerpo
La tarde del 18 de octubre de 2023, el cuerpo de Rodríguez fue hallado sin vida. Según las primeras investigaciones, se habría suicidado debido a problemas personales, a pesar de llevar una rutina normal, el día anterior había concurrido al Acto Homenaje por el 17 de octubre "dia de la lealtad peronista", convocado por el PJ y seguía con reuniones programadas días antes del fallecimiento. Tenía 41 años.
Su muerte coincidió con el cierre de acto de campaña de Unión por la Patria, en el contexto de las elecciones de Argentina de 2023.